# Leon Kazimierz Ogiński
Leon Kazimierz Ogiński herbu Oginiec, książę (ur. 1658 – zm. 10 września 1700 roku) – podstoli wielki litewski od 1690 roku, starosta mścisławski w latach 1682–1700.

## Rodzina
Syn Jana Jacka, wojewody połockiego i hetmana polnego litewskiego, i Anny Siemaszko. Brat Grzegorza Antoniego, hetmana polnego litewskiego, Kazimierza Dominika, wojewody wileńskiego, Mikołaja Franciszka, kasztelana trockiego i Anny.
Poślubił wdowę po chorążym oszmiańskim Jerzym Michale Koziełł Poklewskim, Konstancję Annę z Kociełłów, córkę marszałka oszmiańskiego Samuela Hieronima i Anny z Wonlarów.
Z małżeństwa z Konstancją Anną miał troje dzieci: 
- Ludwikę (ur. 1692), żonę Kazimierza Dominika Królikowskiego, instygatora WKL i posła;
- Helenę (zm. 1739), żonę Jana Wilhelma Platera, wojskiego inflanckiego
- Michała Antoniego, starostę stokliskiego, ożenionego z Konstancją z Chomińskich, córką pisarza wielkiego litewskiego Ludwika Jakuba Chomińskiego i Anny z Koziełł Poklewskich[2],

Po śmierci męża Konstancja wyszła po raz trzeci za mąż za podstolego nowogrodzkiego Felicjana Lackiego.
Poseł na sejm 1685 roku, poseł sejmiku mińskiego na sejm zwyczajny 1688 roku, poseł sejmiku mścisławskiego na sejm 1690 roku, sejm zwyczajny 1692/1693 roku. Poseł mścisławski na sejm zwyczajny pacyfikacyjny 1699 roku.
Był elektorem Augusta II Mocnego w 1697 roku z województwa mścisławskiego.